# Stichillus flavicinctus
Stichillus flavicinctus är en tvåvingeart som beskrevs av Günther Enderlein 1924. Stichillus flavicinctus ingår i släktet Stichillus och familjen puckelflugor. Inga underarter finns listade i Catalogue of Life.